# 切爾沃納波利亞納 (多布羅韋利奇基夫卡區)
48°19′18″N 31°24′15″E / 48.32167°N 31.40417°E
切爾沃納波利亞納（烏克蘭語：Червона Поляна），是烏克蘭中部的村莊，隸屬基洛夫格勒州的新烏克蘭卡區。該村始建於1929年，面積1.56平方公里，海拔高度159米，人口450，人口密度每平方公里410.9人。